# Baureihe 44
Baureihe 44 – niemiecka lokomotywa parowa  produkowana w latach 1926-1944. Została wyprodukowana w liczbie 1989 sztuk. Parowozy były używane do prowadzenia pociągów towarowych.